# Стерв'ятники (Дискавері)

## Про епізод
Стерв'ятники (Scavengers) — тридцять п'ятий епізод американського телевізійного серіалу «Зоряний шлях: Дискавері» та шостий в третьому сезоні. Епізод був написаний Дугласом Аарнікоскі, а режисувала Енн Кофелл Сондерс. Перший показ відбувся 19 листопада 2020 року. Українською мовою озвучено студією «ДніпроФільм».

## Зміст
USS «Discovery» модернізований для використання технологіями майбутнього, в тому числі програмованою матерією. Венс спрямовує кораблі Зоряного флоту в різні місії по простору Федерації, але наказує «Дискавері» для випадків швидкого реагування. Осайра та Смарагдовий ланцюг (синдикат андоріанців і оріонців) загрожують планеті Аргет. Прерогативою захисту стає «Дискавері».
До «Дискавері» пробивається виклик з-за меж захисного поля Федерації. На екрані з'являється кіт Бука Злюка. Повідомлення прибуває через 3 тижні від Букера про нове відкриття, яке він зробив по дорозі до баджорського обміну — чорну скриньку з корабля Зоряного флоту, який був знищений у Спалі. Самописець знаходиться на планеті Ханхал — її контролює Смарагдовий ланцюг. Бернем вважає, що вона може використовувати цю чорну скриньку, аби відстежити походження Спалу — згідно знайдених нею раніще двох самописців — час вибуху відрізнявся — хай і на мікросекунди. Але Сару наказує їй залишатися на «Дискавері» — на випадок, якщо вони будуть потрібні Венсу.
Бернем погоджується, але потім не виконує цього наказу, беручи Джорджі і корабель Бука, щоб знайти самописець і Букера.
Під час суперечки із Джорджі Майкл проговорюється — вона любить Букера. При підльоті до планети Ханхал Джорджі стає зле (як продовження захворювання з попередньої серії). Імператорка спілкується із наглядачем планети-смітника і отримує дозвіл на посадку. Тим часом Злюка отаборяється в каюті Тіллі — а бортовий комп'ютер не може знайти Майкл. На планеті Ханхал Джорджі виступає як покупець, який шукає рідкісні запчастини з 24-го сторіччя, тоді як Бернхем шукає Бука.
З допомогою портативного локатора Майкл знаходить шлейф даних Букера. Букер з допомогою «зрадника» андоріанця готують змову проти Смарагдового ланцюга. Один з працівників крадькома бере пакет із водою — його розстрілюють в стилі Дикого Заходу.
Адіра спілкується із Греєм — коли приходить Стамец. Адіра повідомляє — вона вдосконалила споровий двигун з допомогою наногелю — аби не використовувати шунти. Майкл має можливість поспілкуватися із Букером — він повідомляє де «чорний ящик». Сару розмовляє з Тіллі щодо Майкл. Тіллі говорить командиру «Дискавері» — він не може не повідомити Зоряному флоту про несанкціонований вчинок Бернем.
Майкл й імператорка ліквідують дрона-спостережника. Їх оточують служники Осайри. Букер і Рін скликають готових йти на повстання. Сару доповідає адміралу про вчинок Майкл. Під часк зміни працюючих Букр і Рін починають заворушення. Майкл й імператорка в сутичці вимикають охоронний паркан. При цьому Джорджі дедалі гіршає. Ув'язені біжать на вантажний корабель, Рін зазнає важкого поранення. Майкл і Джорджі з шатла ліквідують охоронців і надають змогу ув'язненим дістатися вантажного корабля.
Шатл і вантажний корабель відлітають; імператорка ліквідує охоронні кораблі Смарагдового ланцюга. Букер передає Майкл «чорний ящик». Філіппа нехотячи признається Майкл що їй дедалі гіршає.
Адіра знову сидить в кухні за столом і ніби спілкується із собою. Стамец у спілкувані з нею дізнається — вона успадкувала не лише спогади трилла — але й душу його носія. Під час спілкування Адіра пропонує свою допомогу Стамецу у керуванні споровим двигуном без імплантів в руках.
З допомогою Адіри із рук Самеца вилучаються імпланти. Стамец спілкується із Калбером. Бернем отримує дорікання Венса за невиконання наказів — при цьому Майкл буквально зриває йому слова з губ. Сару понижує Бернем з посади його першого офіцера — лишивши в обов'язках головного наукового офіцера.
Час іти на розстріл
Вона любить того, хто помер — але не зник

## Сприйняття та відгуки
Станом на серпень 2021 року на сайті «IMDb» серія отримала 6.5 бала підтримки з можливих 10 при 2501 голосі користувачів.
Оглядач Скотт Колура для «IGN» писав так: «Майкл Бернем і Джорджія роблять мандрівку в епізоді у несанкціонованій пригоді, щоб врятувати Бука — і, можливо, на крок наблизилися до розкриття таємниці „Спалу“. Серія має кілька приємних моментів для трьох персонажів на тлі досить стандартного сюжету про втечу з в'язниці».
В огляді для «Den of Geek» Кейті Барт надала оцінку 3.5. з 5 і відзначала: «Одного разу ми знайдемо відповіді, які всі шукаємо. Так, Сару — мій улюблений персонаж. Так, я дуже щаслива, що він так багато робить у цьому сезоні».
Оглядач Зак Гендлен для «The A.V. Club» зазначав так: «Загалом, добре виконаний епізод у сезоні, який виявився найсильнішим в „Дискавері“».
Скотт Сноуден в огляді для «Space.com» відзначив так: «Цей епізод розчаровує, м'яко кажучи, і все, що стосується „Стерв'ятників“, оповідає і мало показує в розвитку свіжих ідей. Автором цього епізоду є Енн Кофелл Сондерс, і у неї є кілька епізодів „Battlestar Galactica“ та „The Boys“, тому можливості розвитку, безумовно, є».

## Знімались
| Актор               | Роль                         |
| ------------------- | ---------------------------- |
| Сонеква Мартін-Грін | Майкл Бернем                 |
| Даг Джонс           | Сару                         |
| Ентоні Репп         | Пол Стамец                   |
| Мері Вайзман        | Сільвія Тіллі                |
| Вілсон Круз         | Гаг Калбер                   |
| Девід Аджала        | Клівленд Букер               |
| Мішель Єо           | Філіппа Джорджі              |
| Одед Фер            | адмірал Чарльз Венс          |
| Іен Александер      | Грей Тал                     |
| Ной Авербах-Кац     | Рін                          |
| Блу дель Барріо     | Адіра                        |
| Іен Лейк            | Толор                        |
| Емілі Коутс         | Кейла Делмер                 |
| Патрік Квок-Чун     | Ріс                          |
| Ойїн Оладейо        | Джоан Овосекун               |
| Ронні Роу           | лейтенант Брюс               |
| Сара Мітіч          | лейтенантка Нільсон          |
| Джуліанна Гроссман  | голос комп'ютера "Дискавері" |